# Mortos na Primeira Guerra Mundial

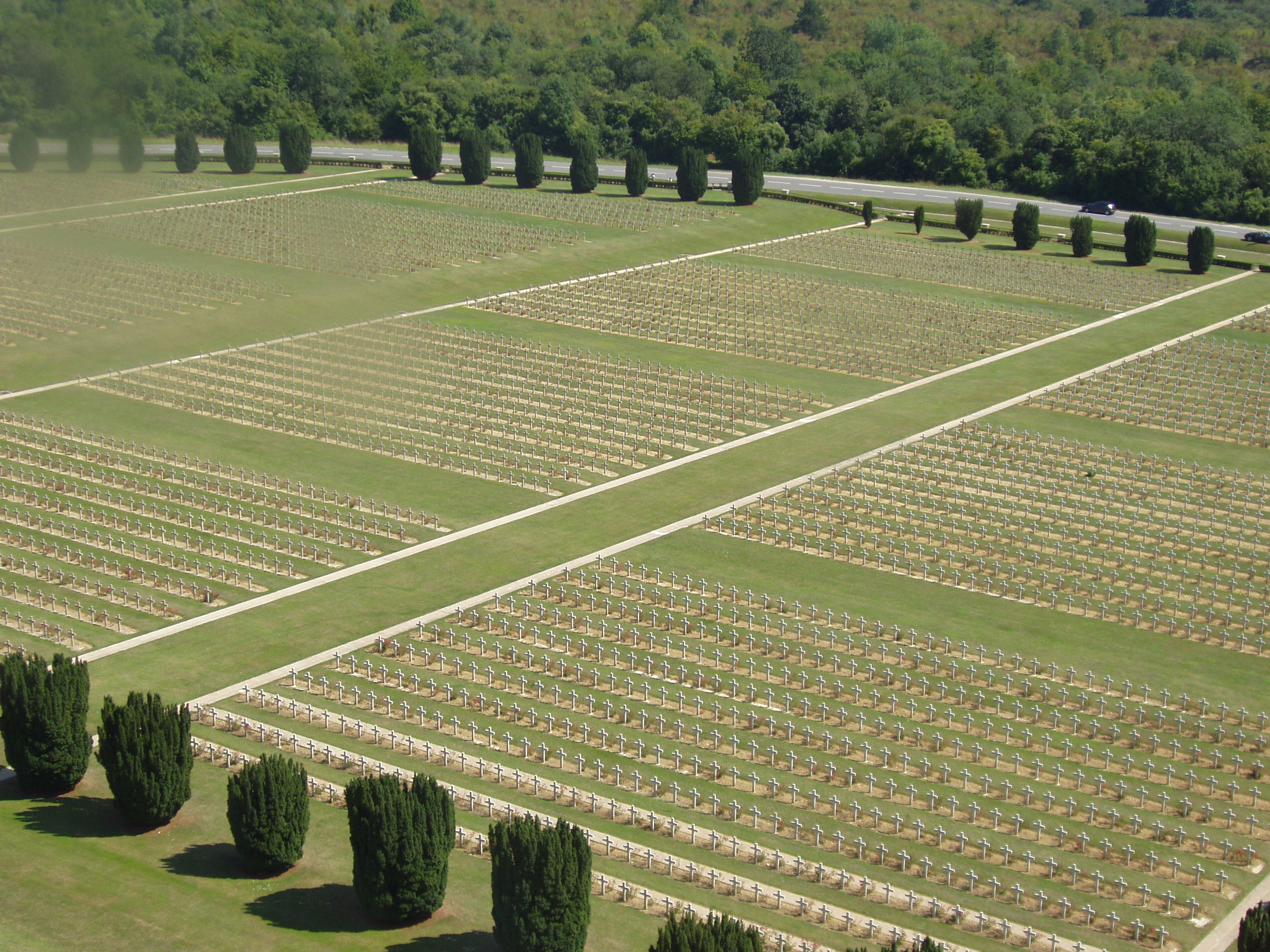
Cemitério do exército francês de Douaumont visto do ossuário de Douaumont, que contém restos mortais de soldados franceses e alemães que morreram durante a Batalha de Verdun em 1916

O número total de baixas militares e civis na Primeira Guerra Mundial foi de cerca de 40 milhões: as estimativas variam de cerca de 15 a 22 milhões de mortes e cerca de 23 milhões de militares feridos, classificando-a entre os conflitos mais mortíferos da história da humanidade.
O número total de mortes inclui de 9 a 11 milhões de militares. O número de civis mortos foi de cerca de 6 a 13 milhões. A Tríplice Entente (também conhecida como Aliados) perdeu cerca de 6 milhões de militares, enquanto as Potências Centrais perderam cerca de 4 milhões. Pelo menos 2 milhões morreram de doenças e 6 milhões desapareceram, presumivelmente mortos.
Cerca de dois terços das mortes de militares na Primeira Guerra Mundial ocorreram em batalha, ao contrário dos conflitos que ocorreram no século XIX, quando a maioria das mortes foi causada por doenças. No entanto, as doenças, incluindo a pandemia de gripe de 1918 e as mortes enquanto prisioneiros de guerra, ainda causaram cerca de um terço do total de mortes militares de todos os beligerantes.